# Ernst Engelberg

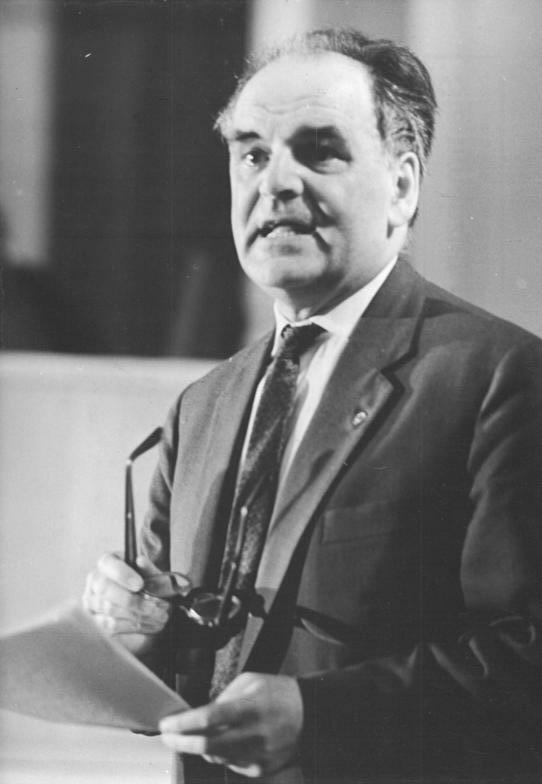
Engelberg als Gutachter im Globke-Prozess am 17. Juli 1963

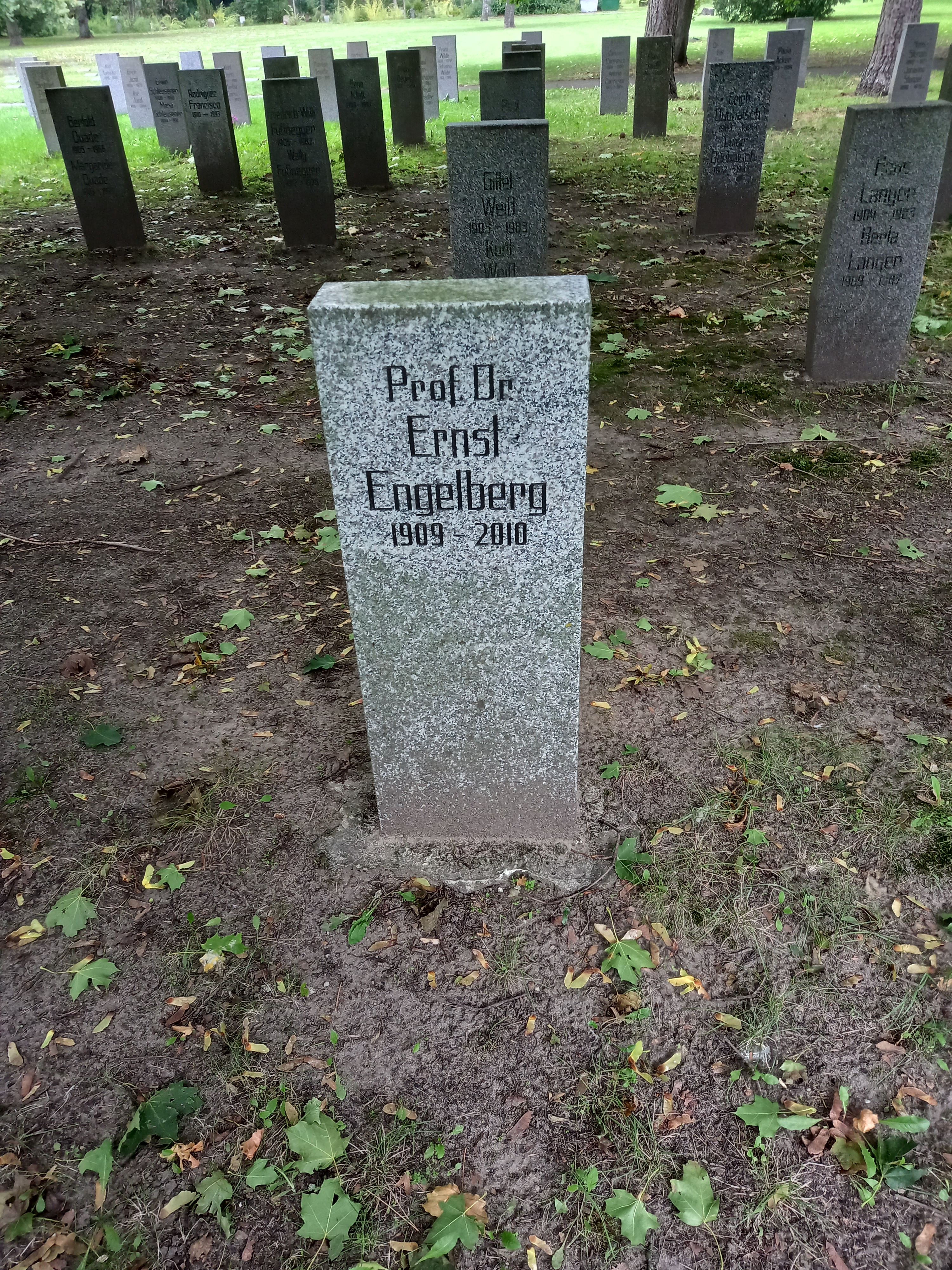
Das Grab von Ernst Engelberg auf dem Friedhof Baumschulenweg in Berlin

Ernst Engelberg (* 5. April 1909 in Haslach im Kinzigtal; † 18. Dezember 2010 in Berlin) war ein deutscher marxistischer Historiker und Hochschullehrer.

## Leben

### Leben von der Kindheit bis zur Rückkehr aus dem Exil
Als Sohn des Druckereibesitzers und Verlegers Wilhelm Engelberg (1862–1927) und seiner Ehefrau Therese, geb. Aiple, wurde Ernst Engelberg in eine Familie hineingeboren, in der die demokratischen und revolutionären Traditionen von 1848 noch wach waren. Sein Vater gründete im Jahre 1898 den SPD-Ortsverein in Haslach. Sein Großvater Julius Engelberg (1829–1902) hatte unter dem Eindruck der Revolution das adlige „von“ abgelegt und war Mitglied der Bürgerwehr geworden. Diese Familienprägungen und das Erlebnis einer Kindheit und Jugend, überschattet von Erstem Weltkrieg, Nachkriegswirren und Inflation, führten Engelberg zum Kommunistischen Jugendverband (1928) und in die KPD (1930). Zwischen 1927 und 1934 studierte er Geschichte, Nationalökonomie, Philosophie und Rechtswissenschaften  in Freiburg im Breisgau, München und Berlin, unter anderem bei Gustav Mayer. 1930/31 war Engelberg Reichsleiter der Kommunistischen Studentenfraktion (Kostufra) in Deutschland. 1934 erfolgte die Promotion bei Hermann Oncken und Fritz Hartung. Thema der Dissertation war Die deutsche Sozialdemokratie und die Bismarcksche Sozialpolitik. Als er jedoch die Dissertation einreichte, war Mayer schon ins Exil gezwungen worden. Es war eine von sehr wenigen marxistischen Dissertationen im „Dritten Reich“.
Wenige Tage nach der Verteidigung, im Februar 1934, wurde Engelberg wegen Vorbereitung zum Hochverrat vom NS-Regime verhaftet und zu 18 Monaten Zuchthaus verurteilt. Nach Verbüßung der Strafe flüchtete er in die Schweiz, wo er als Stipendiat am Genfer Hochschulinstitut für internationale Studien und Mitglied am Institut für Sozialforschung u. a. mit Hans Mayer, Hans Kelsen und Max Horkheimer zusammenkam und arbeitete. Dort arbeitete er auch für die Bewegung Freies Deutschland. Obwohl er die Einweisung ins Arbeitslager schon erhalten hatte, konnte er durch Vermittlung von Horkheimer 1940 nach Istanbul emigrieren und dort als akademischer Deutschlehrer (Lektor für Deutsche Sprache) wirken. Er gehörte neben Ernst Reuter, mit dem er in Kontakt stand, zu den ersten, die nach 1945 nach Deutschland zurückkehren wollten. Wegen langer bürokratischer Verfahren gelang Engelberg das erst im Frühjahr 1948, als er in die Sowjetische Besatzungszone übersiedelte. Im gleichen Jahr trat er in die SED ein.

### Akademische und persönliche Karriere in der DDR und nach der Wende
Nach seiner Rückkehr war Engelberg Dozent für deutsche Geschichte an der Brandenburgischen Landeshochschule in Potsdam. 1949 wurde Engelberg Professor für die Geschichte der Deutschen Arbeiterbewegung an der Universität Leipzig, wo er unter anderem zusammen mit Hans Mayer, Ernst Bloch, Werner Krauß, Wieland Herzfelde, Hermann Budzislawski und Walter Markov wirkte. Im Jahre 1951 als Direktor des dort neu gegründeten Instituts für deutsche Geschichte ernannt, setzte er Schwerpunkte auf die Erforschung der revolutionären Sozialdemokratie im 19. Jahrhundert und deren Führungsfiguren wie August Bebel, Friedrich Engels und Julius Motteler. Seit März 1953 war Engelberg Professor mit vollem Lehrauftrag und überdies schon zuvor Mitglied der SED-Parteileitung der Universität. Im September 1957 wurde er Professor mit Lehrstuhl. Von März 1958 bis März 1965 war Engelberg zudem Präsident der Deutschen Historiker-Gesellschaft.
Die Deutsche Akademie der Wissenschaften der DDR berief Engelberg 1960 als Direktor an das Akademie-Institut für deutsche Geschichte. 1961 wurde er zum Ordentlichen Mitglied der Akademie gewählt. Von 1969 bis zu seiner Emeritierung 1974 leitete er nach Umstrukturierungen in der Akademie die Forschungsstelle für Methodologie und Geschichte der Geschichtswissenschaft. In dieser Zeit entstanden seine Aufsätze zur Formationstheorie. Von 1960 bis 1980 leitete Engelberg als Präsident das Nationalkomitee der Historiker der DDR.
Einer breiten Öffentlichkeit wurde Engelberg durch seine aufsehenerregende zweibändige Bismarck-Biographie bekannt, die gleichzeitig in Ost (Akademie-Verlag) und West (Siedler) erschien. Engelberg war beeindruckt vom politischen Realismus Bismarcks, seiner geistigen Umsicht und Phantasie, dem Ernst seiner Politik außenpolitischen Ausgleichs, seiner Bereitschaft, das Heraufkommen einer neuen Zeit anzuerkennen. Allein die Welt der Industrie und der Arbeiterklasse blieb Bismarck fremd.
Zu seinen Schülern und Mitarbeitern gehören u. a. Rolf Weber, Werner Berthold, Heinrich Scheel, Wolfgang Ruge, Ingrid Mittenzwei, Thomas Höhle, Helmut Bock, Konrad Canis, Karl-Heinz Noack und Wolfgang Küttler. Von 1967 bis 1973 gab er das Jahrbuch für Geschichte heraus, nach Umstrukturierungen bei der Herausgabe gehörte er danach bis 1990 dem Redaktionskollegium des Jahrbuches an.
Engelberg war Vizepräsident der Leibniz-Sozietät der Wissenschaften zu Berlin. Nach der Umwandlung der SED blieb er 1990 Mitglied der PDS und gehörte seit 1990 dem Ältestenrat der Partei an und war Mitglied des Marxistischen Forums der Partei. Mit seiner zweiten Frau Waltraut lebte er in Berlin. Er ist Vater der Architektin Renate Rauer und des Publizisten Achim Engelberg. Ernst Engelberg starb am 18. Dezember 2010 im 102. Lebensjahr in Berlin.

## Auszeichnungen
1964 erhielt er den Nationalpreis der DDR III. Klasse und 1984 I. Klasse für Wissenschaft und Technik. 1974 wurde er mit dem Vaterländischen Verdienstorden in Gold und 1979 mit dem Karl-Marx-Orden ausgezeichnet. Am 7. Oktober 1989 wurde er als letzter Wissenschaftler als Hervorragender Wissenschaftler des Volkes geehrt. 1969 wurde ihm von der Universität Leipzig die Ehrendoktorwürde verliehen.

## Schriften (Auswahl)
- Revolutionäre Politik und rote Feldpost 1878–1890. Akademie-Verlag, Berlin 1959.[6]
- Deutschland von 1849 bis 1871. Berlin 1965.
- Deutschland von 1871 bis 1897. Berlin 1965.
- Theorie, Empirie und Methode in der Geschichtswissenschaft. Gesammelte Aufsätze, Berlin 1980.
- Bismarck in Petersburg. Zufälle und Kuriositäten. In: Spectrum 15 (1984), H. 12, S. 30 ff.
- Bismarck. Urpreuße und Reichsgründer. Berlin 1985.
- Bismarck. Das Reich in der Mitte Europas. Berlin 1990.
- Die Deutschen – woher wir kommen. Hrsg. von Achim Engelberg, Dietz-Verlag, Berlin 2009, ISBN 978-3-320-02170-2.
- zusammen mit Achim Engelberg: Die Bismarcks. Eine preußische Familiensaga vom Mittelalter bis heute. Siedler, München 2010, ISBN 978-3-88680-971-4.
- Wie bewegt sich, was uns bewegt? Evolution und Revolution in der Weltgeschichte. Herausgegeben, bearbeitet und ergänzt von Achim Engelberg. Mit einer Einführung von Peter Brandt. Franz Steiner Verlag, Stuttgart 2013, ISBN 978-3-515-10270-4.
- Bismarck. Sturm über Europa. Herausgegeben und bearbeitet von Achim Engelberg, Siedler, München 2014, ISBN 978-3-8275-0024-3.

Als Herausgeber
- Im Widerstreit um die Reichsgründung. Eine Quellensammlung zur Klassenauseinandersetzung in der deutschen Geschichte von 1849–1871. VEB Deutscher Verlag der Wissenschaften, Berlin 1970.